# Szaplonca vára
Szaplonca vára (horvátul: Utvrda Stupčanica), vár Horvátországban, Veliki Bastaji területén.

## Fekvése
A Papuk-hegység délnyugati részén Veliki Bastaji településtől délre, a 393 méter magas Stupčanica nevű hegy tetején található.

## Története
A vár a 14. század elején a Szaplonczay család őseié, a Tibold nembeli Kozma fia Zerjéé, majd rokonaié, akiktől 1332-ben a király elvette. 1351-ben Nagy Lajos Poháros Péternek adta. 1408-ban újra a koronára szállt, ezután Cillei Borbála királynéé, majd a Garaiaké. Kihalásuk után az alsólendvai Bánffy család birtokába került az erősség. 1542-ben foglalták el a várat és a környéket a törökök, akik egy kifejezetten gonosz török agát helyeztek el a várban. A törökök tevékenysége miatt a környék lakossága eltűnt. Ezért a törökök Boszniából pravoszláv vlachokat (rácokat) hurcoltak ide. A vár török helyőrsége 40 katonából állt. A török hódítókat 1688-ban űzték ki a környékről. Ezután a várat többé nem használták, egy 1702-es összeírás szerint már teljesen elromosodott, a falai csupaszok, a nagy torony tetőzet nélküli.

## A vár mai állapota
Veliki Bastaji településtől délre egy észak-dél irányú, kiugró hegyormon állnak Szaplonca (Stupčanica) várának romjai. A várat délről, a magasabban fekvő környezetétől egy széles és mély várárok választotta el. Az árok védelmét az északi oldalán felépített védőfallal erősítették meg. A déli oldalon állt a vár legrégibb és legerősebb épülete a máig tekintélyes magasságban fennmaradt öregtorony is. A mögötte kialakított platón állt a várpalota és a vár gazdasági épületei. A várat északról két torony és a köztük húzódó fal védte. Az öregtorony és a déli fal ma is tekintélyes magasságban állnak, a vár többi részén csak falcsonkok maradtak.